# Chapelle Saint-Erhard
La chapelle Saint-Erhard est située dans l'enceinte de l'Hôpital civil de Strasbourg. 
Elle a servi d'institut anatomique (Theatrum anatomicum) entre 1670 et 1878.
- L'institut anatomique dans la chapelle au 17e siècle.

L'institut anatomique dans la chapelle au.
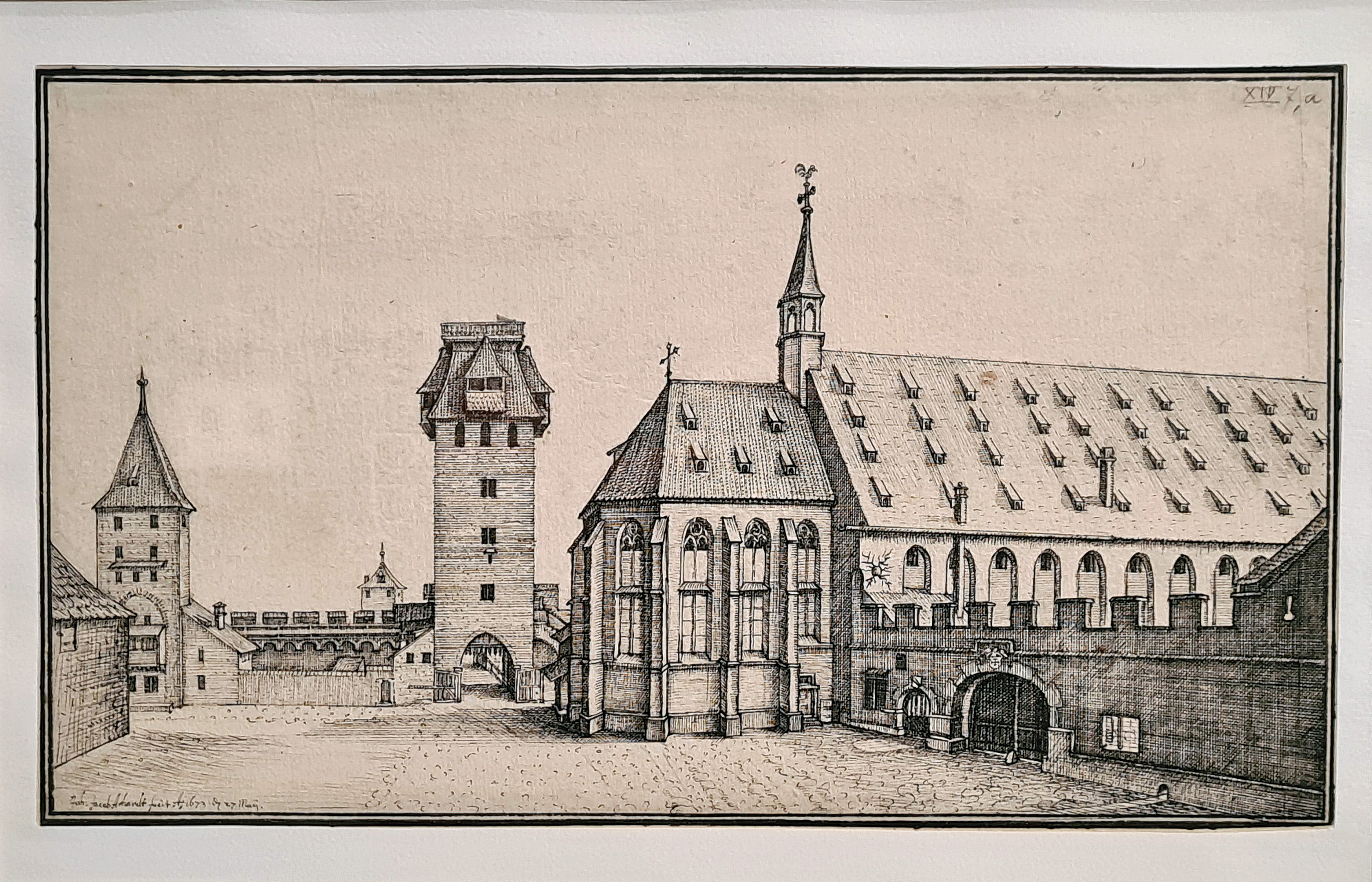
Gravure de Jean-Jacques Arhardt (1665).
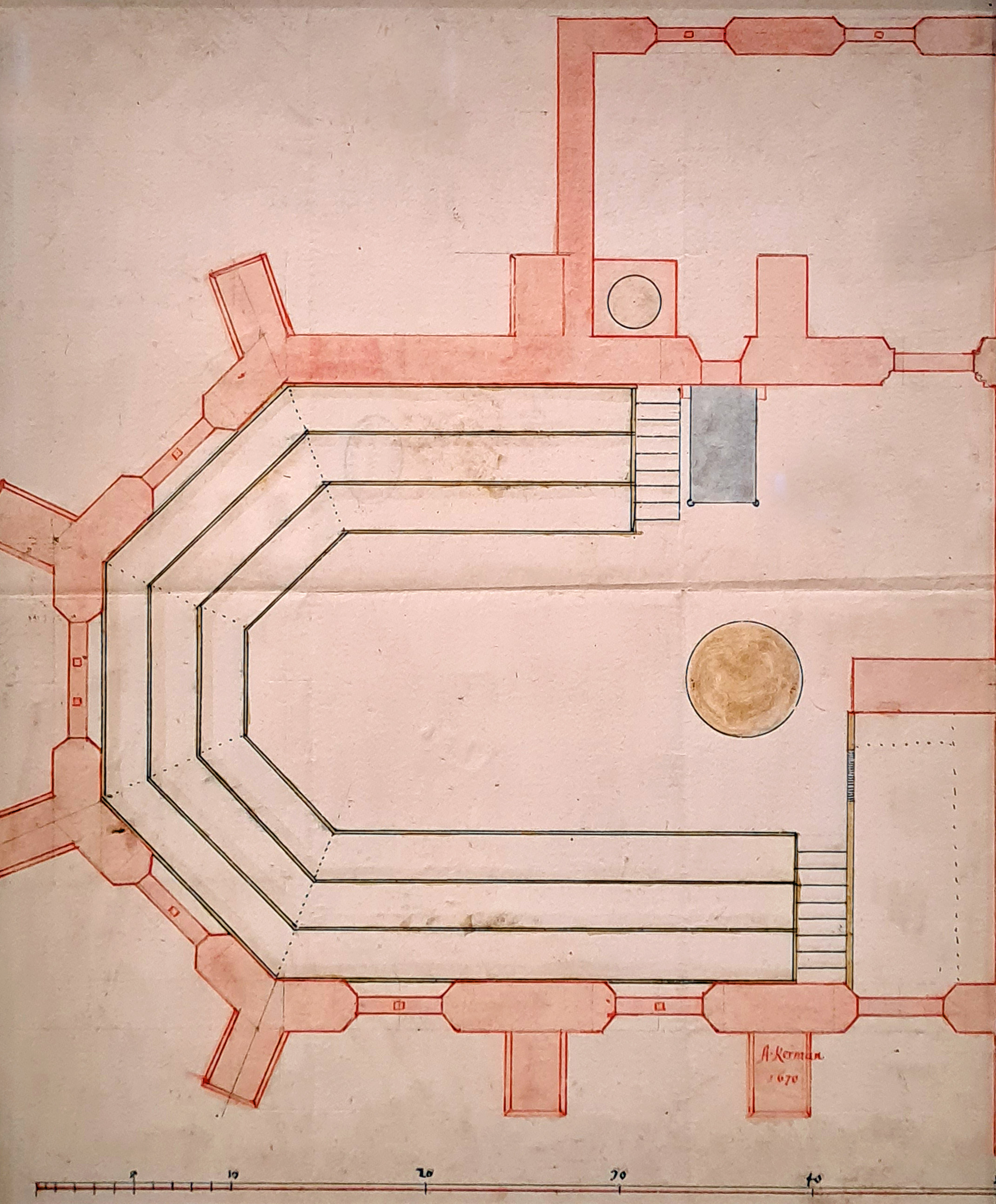
Plan (1670).
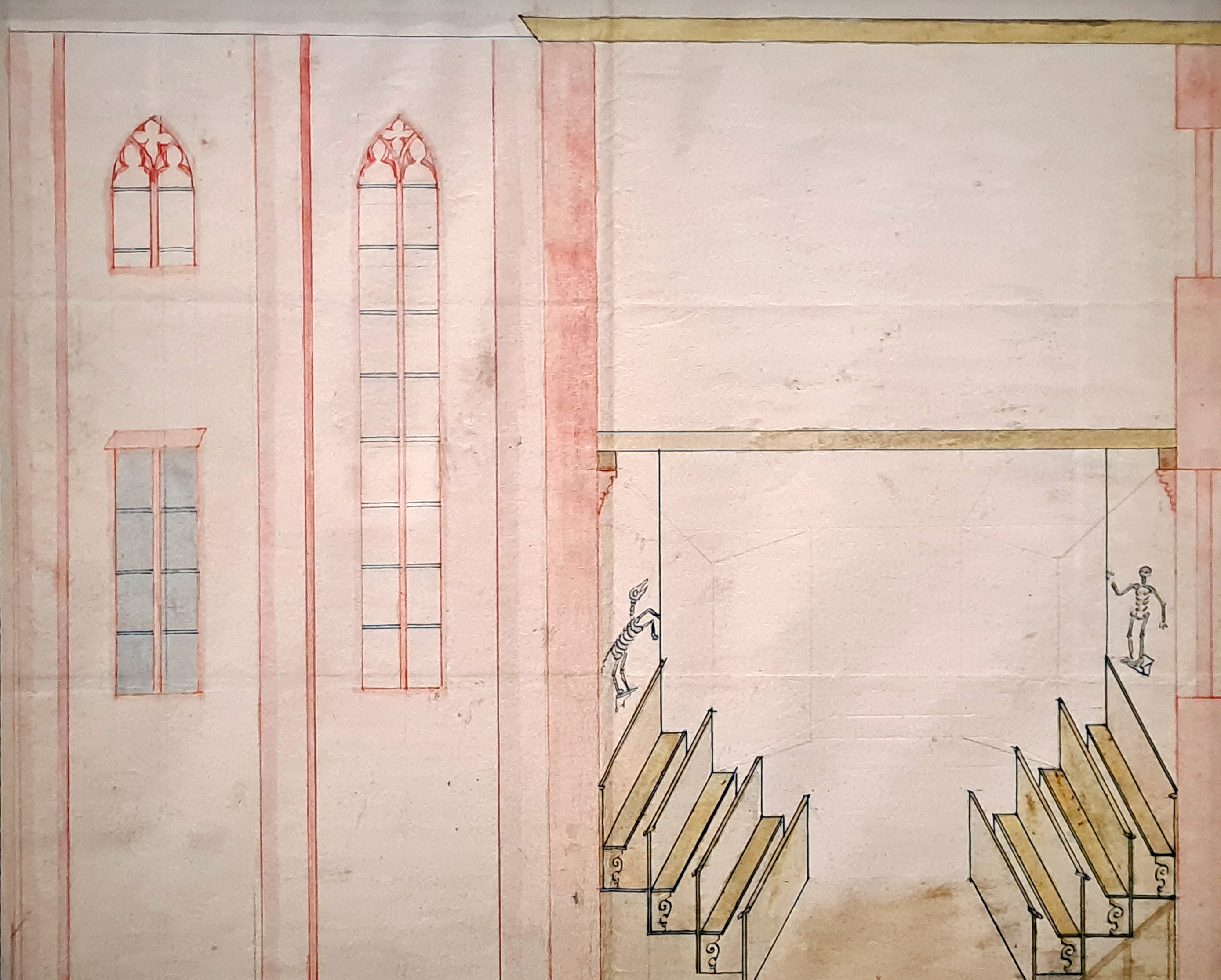
Élévation (1670).

Depuis 1889 elle est affectée au culte protestant.